# Mark Reynolds (regatista)
Mark Jeffrey Reynolds (San Diego, 2 de noviembre de 1955) es un deportista estadounidense que compitió en vela en las clases Star y Snipe.
Participó en cuatro Juegos Olímpicos de Verano, obteniendo en total tres medallas en la clase Star: plata en Seúl 1988 (junto con Harold Haenel), oro en Barcelona 1992 (con Harold Haenel) y oro en Sídney 2000 (con Magnus Liljedahl), y el octavo lugar en Atlanta 1996.
Ganó ocho medallas en el Campeonato Mundial de Star entre los años 1988 y 2013, y seis medallas en el Campeonato Europeo de Star entre los años 1987 y 2002.
En 2000 fue nombrado Regatista Mundial del Año por la Federación Internacional de Vela junto con su compañero de la clase Star Magnus Liljedahl.

## Trayectoria
Comenzó a navegar a los cuatro años de edad con su padre, James Reynolds, quien había ganado el Campeonato Mundial de Star en 1971. Se formó en la clase Snipe, proclamándose en 1978 campeón de los Estados Unidos, y en 1979 subcampeón mundial y campeón de los Juegos Panamericanos. En 1980, 1982 y 1991 ganó el Campeonato de América del Norte de la clase Snipe.
Se había clasificado para los Juegos Olímpicos de Moscú 1980 en la clase Flying Dutchman con Augie Díaz, pero el boicot estadounidense le privó de participar. Consiguió posteriormente competir en cuatro Juegos Olímpicos en la clase Star, cosechando dos medallas de oro (1992 y 2000) y una de plata (1988). También ganó el Campeonato Mundial de Star dos veces (1995 y 2000), fue segundo tres veces (1988, 1996 y 1997) y tercero otras tres veces (1991, 1999 y 2013).
En 2002 disputó la vuelta al mundo Volvo Ocean Race con el Team SEB.

## Palmarés internacional
| Juegos Olímpicos   | Juegos Olímpicos            | Juegos Olímpicos  | Juegos Olímpicos |
| Año                | Lugar                       | Medalla           | Clase            |
| ------------------ | --------------------------- | ----------------- | ---------------- |
| 1988               | Seúl (Corea del Sur)        | Medalla de plata  | Star             |
| 1992               | Barcelona (España)          | Medalla de oro    | Star             |
| 2000               | Sídney (Australia)          | Medalla de oro    | Star             |
| Campeonato Mundial |                             |                   |                  |
| Año                | Lugar                       | Medalla           | Clase            |
| 1988               | Buenos Aires (Argentina)    | Medalla de plata  | Star             |
| 1991               | Cannes (Francia)            | Medalla de bronce | Star             |
| 1995               | Laredo (España)             | Medalla de oro    | Star             |
| 1996               | Río de Janeiro (Brasil)     | Medalla de plata  | Star             |
| 1997               | Marblehead (Estados Unidos) | Medalla de plata  | Star             |
| 1999               | Punta Ala (Italia)          | Medalla de bronce | Star             |
| 2000               | Annapolis (Estados Unidos)  | Medalla de oro    | Star             |
| 2013               | San Diego (Estados Unidos)  | Medalla de bronce | Star             |
| Campeonato Europeo |                             |                   |                  |
| Año                | Lugar                       | Medalla           | Clase            |
| 1987               | n. d.                       | Medalla de plata  | Star             |
| 1994               | Porto Rotondo (Italia)      | Medalla de bronce | Star             |
| 1997               | Varberg (Suecia)            | Medalla de oro    | Star             |
| 1998               | Kiel (Alemania)             | Medalla de oro    | Star             |
| 1999               | Helsinki (Finlandia)        | Medalla de bronce | Star             |
| 2002               | Génova (Italia)             | Medalla de plata  | Star             |

| Campeonato Mundial   | Campeonato Mundial     | Campeonato Mundial | Campeonato Mundial |
| Año                  | Lugar                  | Medalla            | Clase              |
| -------------------- | ---------------------- | ------------------ | ------------------ |
| 1979                 | North Sydney (Canadá)  | Medalla de plata   | Snipe              |
| Juegos Panamericanos |                        |                    |                    |
| Año                  | Lugar                  | Medalla            | Clase              |
| 1979                 | San Juan (Puerto Rico) | Medalla de oro     | Snipe              |